# أتلتيكو مدريد للسيدات
أتلتيكو مدريد للسيدات نادي كرة قدم نسائي موقعه في مدريد يلعب في الدوري الإسباني. أُسس النادي عام 2001 وهو تابع لنادي أتلتيكو مدريد.

## وصلات خارجية
- الموقع الرسمي